# 儒城区
儒城區（：／ Yuseong gu */?）是大韓民國大田廣域市的一個區，位於西部，北以錦江與忠清北道，世宗特別自治市相望，西界忠清南道。面積177.2平方公里，2009年人口270,768人。本區下分8洞，是科學和溫泉旅遊區。韓國科學技術院、忠南大学及大田科技园均位於本區。
統一新羅時期始稱儒城，後稱懷德。1914年設儒城面。1973年升格為邑，1989年設區。